# Khanda

El khanda.

El khanda, un dels més importants símbols del sijisme, que va assolir la seva forma actual al voltant de la dècada de 1930 durant el moviment Ghadar.
Està format per tres armes, cadascuna amb un significat diferent:
- Khanda: espasa recta que simbolitza el coneixement de Déu. Està situada entre els kirpáns.
- Kirpáns: espases corbes que representen la sobirania política i l'espiritual.
- Chakkar: arma en forma de disc que significa l'unicitat de Déu.